# Юджин О'Ніл
Юджин О'Ніл (англ. Eugene Gladstone O'Neill; 16 жовтня 1888 — 27 листопада 1953) — американський драматург. Лауреат Нобелівської премії з літератури за 1936 рік, присудженої «за силу впливу, правдивість і глибину драматичних творів, що по-новому трактують жанр трагедії». Його п'єси — серед найперших, які ввели в американську драму техніку реалістичного театру, пов'язаного з російським драматургом Антоном Чеховим, норвезьким драматургом Генріком Ібсеном, шведським драматургом Августом Стріндберґом. О'Ніл дав життя новій драмі у США, молодій країні, де на сцені йшли аж ніяк не найкращі п'єси з європейського репертуару, де театр нагадував комерційне підприємство. Його п'єси — серед найперших, де з'явились американське просторіччя і маргінальні порочні персонажі, які намагаються зберегти свої надії і прагнення, але зрештою скочуються в безнадію та розпач. Майже всі його п'єси містять якоюсь мірою трагізм та особистий песимізм.

## Основні твори
- Спрага та інші одноактові п'єси (1914) (англ. Thrist)
- Курс на Схід, до Кардіффа (1916) (англ. Bound East for Cardiff)
- У зоні (1917) (англ. In the Zone)
- Там, де поставлено хрест (1918) (англ. Where the Cross is Made)
- Довгий шлях додому (1918) (англ. The Long Voyage Home)
- Карибський місяць (1918) (англ. The Moon of the Caribbees)
- За обрієм (1920) (англ. Beyond the Horison)
- Імператор Джонс (1920) (англ. The Emperor Jones)
- Анна Крісті (1922) (англ. Anna Christie)
- Кошлата мавпа (1922) (англ. The Hairy Аре)
- Усім дітям Божим дано крила (1924) (англ. All God's Children Got Winds)
- Кохання під в'язами (1924) (англ. Desire Under the Elms)
- Марко-мільйонник (1927) (англ. Marco millions)
- Дивна інтерлюдія (1927) (англ. Strange Interlude)
- Лазар сміявся (1927) (англ. Lazarus Laughed)
- Траур личить Електрі (1928) (англ. Mourning Becomes Electra)
- О, дикість! (1933) (англ. Ah, Wilderness!)
- Продавець льоду гряде (1939) (англ. The Iceman Cometh)
- Довгий день йде в ніч (1941) (англ. Long Day's Journey into Night)
- Місяць для знедолених (1942) (англ. A Moon for the Misbegotten)
- Душа поета (1940) (англ. A Touch of the Poet)

## Публікації українською
- О'Ніл, Юджин. Вибрані твори; пер. укр. мовою В. М. Довжика, В. І. Гуменюка; уклад. У. О. Фарина. — Тернопіль: Мандрівець, 2008. — 119 с.